# 서울 흥천사 목조보살좌상
흥천사 목조보살좌상(興天寺 木造菩薩坐像)은 대한민국 서울특별시 성북구 흥천사에 있는 조선시대의 불상이다. 2017년 6월 8일 서울특별시의 유형문화재 제414호로 지정되었다.

## 지정 사유
흥천사 목조보살좌상은 조선후기 17세기 전반에 조성된 보살상보다 머리가 크고 어깨가 좁은 편이며, 상반신이 길고 하반신이 넓은데, 조선전기 유행한 신체비례를 보여준다. 양식적 특징과 복장물로 발견된 《묘법연화경》이 16세기 간행된 점을 미루어 보아 조성시기를 추정할 수 있다.
크기로 보아 『조선총독부관보』1811호(1933년 1월 24일)와 『봉은본말사지』(1943년)에 기록된 대세지보살상(3척 7촌)으로 생각된다. 흥천사 목조보살좌상은 보존 상태도 완전하고, 양식상 16세기 말에서 17세기 초반 제작된 것으로 보아 한국불교조각사 연구의 기준작이 된다는 점에서 서울시 유형문화재로 지정하는 바이다.

## 조사보고서
흥천사 극락보전에 봉안된 목조보살좌상은 높이 101.5cm의 중대형 보살상으로, 나무로 된 화려한 보관을 쓰고 있다. 보관은 정면을 향하여 날고 있는 두 마리의 봉황이 좌우대칭을 이루며, 화문(花文)과 연화문 장식 등이 붙어 있고, 상단에 다섯 개의 화염문과 측면에 좌우로 관대(冠帶)가 매달려 있다. 보관 겉면에 몇 개의 작은 구멍이 뚫려 있어 장식 일부가 없어진 것으로 보인다.
머리 정상에 높은 보계[상투]가 있고, 보관 밑 이마에 머리카락이 단정히 처리되어 있으며, 보살의 머리카락이 귀를 타고 내려와 어깨 위에 세 가닥으로 늘어져 있다. 얼굴은 조선후기 제작된 불상에 비하여 역삼각형에 가까운 갸름하다. 머리는 어깨에 비하여 큰 편이지만, 상반신이 길고 하반신이 넓어 안정된 신체비율을 보인다. 이목구비가 단정한 편이고, 선정(禪定)을 하듯이 가늘게 뜬 눈의 눈꼬리가 많이 올라가 있고, 코는 뾰족하고 콧등은 짧아 조선후기에 제작된 불상에서 볼 수 있는 정형화 된 인상과 다르다. 미간 사이에는 얼굴에 비해 큰 백호가 있다. 양 손은 모두 엄지와 중지를 맞대고 있으며, 무릎에 놓인 오른손과 어깨까지 치켜든 왼손에 연봉오리가 달린 줄기를 자연스럽게 들고 있다. 대의 안쪽에 편삼을 걸치고, 오른쪽 어깨에 걸친 대의자락이 복부를 지나 왼쪽 어깨로 넘어가고, 끝자락이 엉덩이까지 길게 늘어져 있다. 대의 안쪽에 가슴을 덮은 승각기는 상단이 자연스럽게 접혀 있어 연판형으로 처리된 17세기 중반 이후에 제작된 보살상과 차이가 난다.
흥천사 목조보살좌상의 복장물은 이전에 대부분 없어졌고, 조성 시기와 연화질을 밝힐 수 있는 복장발원문도 남아있지 않다. 문화재 지정 조사를 계기로 남아있는 복장물을 조사한 결과, 1543년(嘉靖22, 癸卯) 황해도 토산 석두사에서 간행한 󰡔묘법연화경󰡕 6-7권(앞부분 망실), 1578년(萬曆6, 戊寅)에 경기도 용인 광교산 서봉사에서 간행한 󰡔묘법연화경󰡕 4-5권 등의 경전과 주서다라니, 다수의 비단 편만 남아있다.
복장에서 발견된 경전 1543년 석두사에서 펴낸 󰡔묘법연화경󰡕 6-7권 마지막 장에 묵서된 내용은 시주질에 속한 인물들이다.
흥천사 목조보살좌상은 제작 시기를 밝힐 수 있는 단서가 발견되지 않았지만, 조선시대 제작 연대를 알 수 있는 기년명 불상이 수 백점 조사되어 양식적인 비교가 가능하다.
우선 흥천사 목조보살좌상은신체비례에서 조선후기, 특히 17세기 전반에 제작된 보살상보다 머리가 크고 어깨가 좁은 편이다. 또한 보살상이 상반신이 길고 하반신이 넓어 안정적인 자세를 취하고 있다. 이러한 신체비례는 조선후기보다 조선전기에 유행했다. 흥천사 목조보살좌상은 15세기에 조성된 경북 영주 흑석사 불상(1458년), 국립중앙박물관 소장 천주사 불상(1482년)과 달리 신체비율에 약간의 왜곡이 있고, 16세기 후반에 제작된 문경 대승사 불상(1586년) 등과 유사한 편이다. 또한 발견된 복장물 중에 묘법연화경이 모두 16세기 간행되어 보살상의 조성시기를 추정할 수 있다.
흥천사 목조보살좌상은 내부에서 조성발원문이 발견되지 않았지만, 양식적인 특징을 통하여 16세기 후반부터 17세기 초반에 제작된 것으로 추정된다. 이 보살상이 흥천사에 언제부터 봉안되었는지 알 수 없지만, 조선전기에 왕실 후원 사찰로 유명한 흥천사는 1536년에 한성부에서 흥천사의 빈터를 직급에 따라 관료들에게 나누어 준 것을 보면 16세기 중반에 완전히 폐사되었다. 이후 1799년에 스님들이 흥천사 중창을 발원한 후, 1853년(철종4) 5월에 구봉계장(九峰啓壯)이 대웅전을 창건하고, 다른 사찰에서 불상들을 이운하여 삼존상으로 봉안한 것으로 추정된다.
대웅전 불상은 1933년 1월 24일에 발간된 조선총독부관보 1811호에 흥천사 귀중품으로 "아미타불(1척 8촌), 관음보살(2척2촌), 대세지보살(3척 7촌)"이라 적혀 있고, 1943년에 안진호 스님 등이 수집한 자료를 묶은 봉은본말사지(奉恩本末寺誌)에 대웅전에 봉안된 불상을 나열하고 있는데, 목조보살좌상을 대세지보살로 적어놓았다. 따라서 흥천사 목조보살좌상은 보존상태도 완전하고, 16세기 말에서 17세기 초반에 제작된 것으로 보아 한국불교조각사 연구에 기준 작으로 활용할 수 있을 정도로 문화재적 가치가 있어 서울특별시 유형문화재로 지정하여 보존할 가치가 있다.

## 참고 자료
- 흥천사 목조보살좌상 - 국가유산청 국가유산포털